# Nhóm vệ tinh Bắc Âu của Sao Thổ

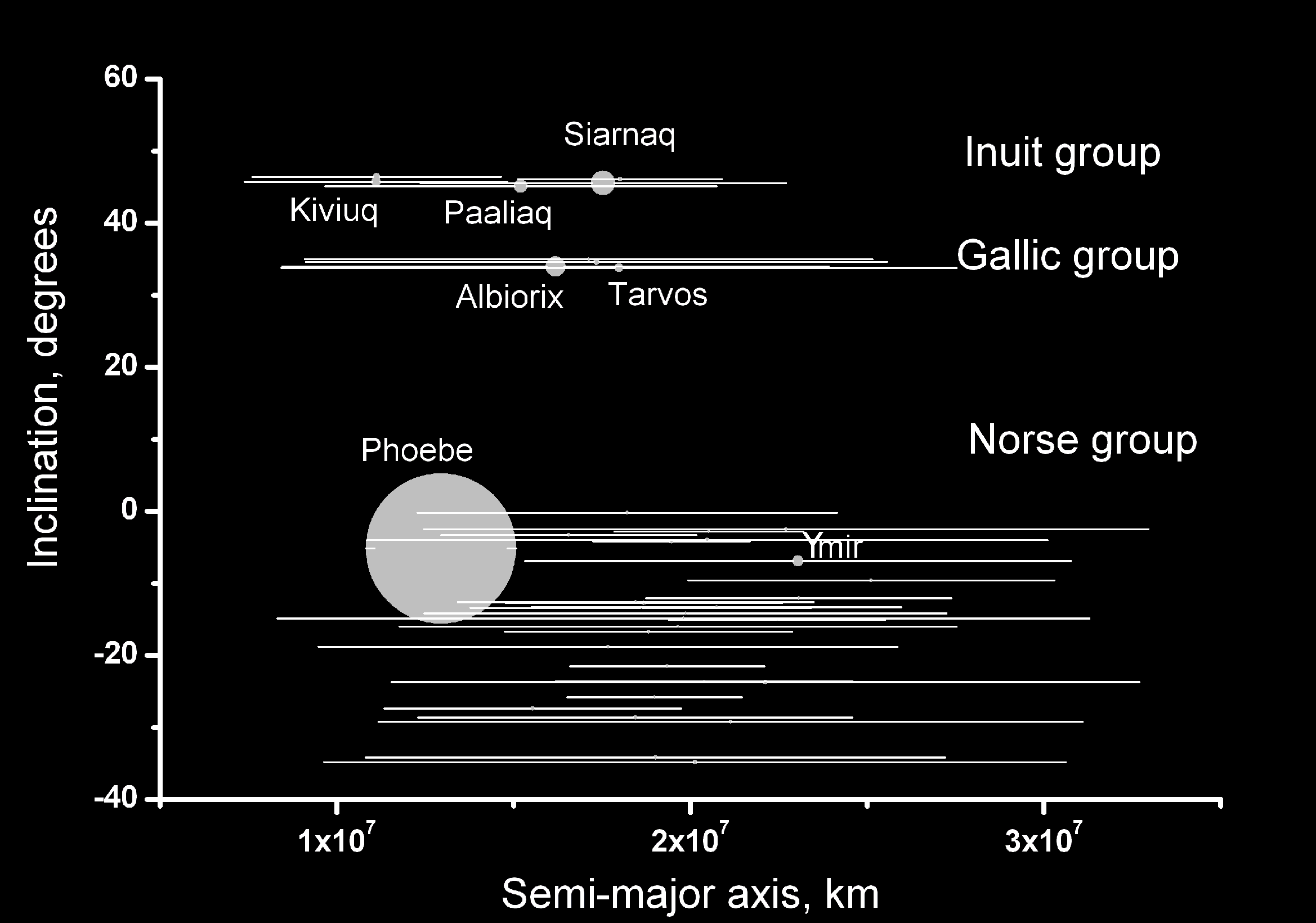
Sơ đồ các nhóm vệ tinh dị hình của Sao Thổ. Nhóm Norse có độ nghiêng quỹ đạo thấp nhất.

Nhóm Norse là một nhóm lớn các vệ tinh dị hình chuyển động nghịch hành của Sao Thổ. Các bán trục lớn của chúng nằm trong khoảng từ 12 đến 24 Gm, độ nghiêng của chúng ở trong khoảng 136° đến 175° và độ lệch tâm của chúng ở trong khoảng từ 0,13 đến 0,77. Không giống như các nhóm Inuit và Gallic, các tham số quỹ đạo được phân tán rộng rãi và nhóm có khả năng được tạo thành từ một số nhóm nhỏ có các thông số vật lý và quỹ đạo đồng nhất hơn. Ví dụ, các vệ tinh có độ nghiêng khoảng 174 độ được cho là bao gồm ít nhất hai nhóm nhỏ. Tám vệ tinh khác tạo thành nhóm phụ Skathi. Các bán trục lớn của chúng nằm trong khoảng từ 15 đến 20 Gm, độ nghiêng của chúng nằm trong khoảng từ 147° đến 158°. Narvi tạo thành một nhóm nhỏ riêng biệt với Bestla. Hiệp hội Thiên văn Quốc tế (IAU) lấy các cái tên từ thần thoại Bắc Âu (chủ yếu là người khổng lồ) cho các vệ tinh này. Ngoại lệ là Phoebe (thần thoại Hy Lạp), lớn nhất, được phát hiện từ lâu trước những vệ tinh khác.
Việc phát hiện 17 vệ tinh mới trong nhóm này đã được công bố vào tháng 10 năm 2019. Một nhóm do Scott S. Sheppard dẫn đầu sử dụng Kính viễn vọng Subaru tại Mauna Kea đã phát hiện ra 20 vệ tinh mới, mỗi đường kính khoảng 5 km (3,1 dặm). 17 trong số này được cho là phù hợp với nhóm Norse. Một trong số đó là vệ tinh xa nhất của Sao Thổ. Một cuộc thi đặt tên công khai cho những vệ tinh này sẽ bị giới hạn ở những tên trong thần thoại Bắc Âu.
Các thành viên của nhóm là (theo thứ tự tăng dần khoảng cách từ Sao Thổ):
- Phoebe
- Skathi (nhóm phụ Skathi)
- S/2004 S 37
- S/2007 S 2
- Skoll (nhóm phụ Skathi)
- Hyrrokkin (nhóm phụ Skathi)
- Greip
- Mundilfari
- S/2004 S 13 (?)
- S/2006 S 1 (nhóm phụ Skathi)
- S/2007 S 3
- Suttungr
- Saturn LIV
- Jarnsaxa
- Narvi (nhóm phụ Narvi)
- Bergelmir (nhóm phụ Skathi)
- Hati
- S/2004 S 17 (?)
- S/2004 S 12 (?)
- Saturn LIX
- Farbauti (nhóm phụ Skathi)
- Thrymr
- Bestla (nhóm phụ Narvi)
- S/2004 S 7 (?)
- Aegir
- Saturn LXI (nhóm phụ Skathi)
- Saturn LV
- Saturn LVII
- Saturn LXII (nhóm phụ Skathi)
- Saturn LVI
- S/2006 S 3 (Nhóm phụ Skathi)
- Saturn LXV
- Kari (nhóm phụ Skathi)
- S/2004 S 28
- Loge
- Saturn LXVI (nhóm phụ Skathi)
- Fenrir
- Ymir
- Surtur
- Saturn LXIII
- S/2004 S 21 (nhóm phụ Skathi)
- S/2004 S 39
- S/2004 S 36 (nhóm phụ Narvi)
- Fornjot
- Saturn LXIV
- Saturn LVIII